# Palazzo Heijō
Il Palazzo Heijō (平城宮, Heijō-kyū) fu la residenza imperiale nella capitale giapponese Heijō-kyō (l'odierna Nara), durante la maggior parte del periodo Nara. Il palazzo, che funse da residenza imperiale e centro amministrativo per gran parte del periodo Nara dal 710 al 794 d.C., era situato nella posizione centro-settentrionale della città secondo i modelli cinesi utilizzati per la progettazione della capitale.
Il palazzo era costituito da un daidairi (大内裏, pronunciato anche taidairi), un grande recinto rettangolare con mura che conteneva diversi edifici cerimoniali e amministrativi, compresi i ministeri del governo. All'interno di questo recinto si trovava il complesso residenziale murato separatamente dell'imperatore o il Palazzo Interno. Il Palazzo Interno conteneva, oltre all'abitazione dell'imperatore, le residenze delle consorti imperiali nonché alcuni edifici ufficiali e cerimoniali più strettamente legati alla persona dell'imperatore.
Il ruolo originale del palazzo era quello di manifestare il modello di governo centralizzato adottato dal Giappone dalla Cina nel VII secolo: il Daijō-kan e i suoi otto ministeri sussidiari. Il palazzo fu progettato per fornire un ambiente appropriato per la residenza dell'imperatore, la gestione degli affari di stato e le funzioni cerimoniali associate.
Dopo che la capitale fu trasferita a Heian, le strutture del palazzo furono spostate lì o subirono diversi incendi e altri disastri e scomparvero. Il sito fu convertito ad uso agricolo e di esso non rimaneva quasi più traccia, tuttavia l'ubicazione era ancora conosciuta. Gli scavi iniziarono negli anni '70 e la ricostruzione su larga scala basata su fonti letterarie e scavi contemporanei iniziò negli anni 2000.
I resti scavati del palazzo e dell'area circostante sono stati dichiarati patrimonio dell'umanità dall'UNESCO nel 1998 insieme a una serie di altri edifici nella zona come i "Monumenti storici dell'antica Nara".

## Storia
Un anno dopo la successione dell'Imperatrice Genmei al Trono del Crisantemo nel Keiun 4 (707 d.C.), fu emesso un rescritto che decideva lo spostamento da Fujiwara-kyo vicino ad Asuka verso il bordo settentrionale del bacino di Nara.[1]: 27, 207–224 , 233–270 Nel Wadō 3 (710 d.C.) fu ufficialmente istituita la nuova capitale, ma il completamento del palazzo dovette attendere ulteriormente.[2] Il nome della nuova capitale si scriveva Heijō (平城) ma all'epoca si pronunciava anche Nara.
La città, e i terreni del palazzo, erano in gran parte basati su Chang'an (l'attuale Xi'an), la capitale della Cina durante la dinastia Tang, contemporanea all'epoca in cui Nara era capitale. Chang'an era a sua volta, come molte antiche città dell'Asia orientale, basata su un complesso sistema di credenze e leggi di geomanzia. Ciò ha dettato il sistema a griglia delle strade, nonché la necessità di collocare santuari o templi spiritualmente protettivi in particolari direzioni cardinali intorno alla città. L'area della città misurava 6 chilometri (3,7 miglia) da est a ovest e 5 chilometri (3,1 miglia) da nord a sud.
In conformità con questo sistema, il palazzo fu collocato all'estremità settentrionale, su una linea estesa da Suzaku Street, l'arteria principale che corre da nord a sud attraverso il centro della città. La strada terminava alla Porta Suzaku, e il resto degli edifici del palazzo furono poi collocati oltre, a nord di questa porta. Gli edifici principali del complesso del palazzo erano il Daigoku-den, dove si svolgevano gli affari governativi, il Chōdō-in dove si tenevano cerimonie formali, il Dairi, la residenza dell'imperatore e gli uffici di varie agenzie amministrative.
Il periodo Nara copre 75 anni dal 710 al 784 d.C. L'imperatore Shōmu trasferì la capitale in altri luoghi come Kuni-kyo e Shigaraki-kyo nel periodo tra il 740 e il 745 d.C. Gli edifici imperiali e gli uffici governativi furono drasticamente trasformati in questo periodo. Nel tardo periodo Nara, la sala delle udienze fu eretta nella parte orientale, sul lato sud del domicilio imperiale. Questa è chiamata quest'ultima sala delle udienze. Numerosi edifici della sede imperiale e degli uffici governativi furono più volte sostituiti e ristrutturati. Ciò probabilmente non è dovuto alla ristrutturazione dei vecchi edifici ma ad un altro motivo.
Quando la capitale fu trasferita a Heian-kyō (ora chiamata Kyoto), il Palazzo Imperiale di Nara fu semplicemente abbandonato. Nel corso dei secoli successivi, l'azione del tempo e degli elementi distrusse lentamente gli edifici, finché all'inizio del periodo Kamakura, alla fine del XII secolo, non era rimasto praticamente nulla in superficie. Tuttavia, quelle sezioni che si trovavano sottoterra furono preservate e riscoperte dagli archeologi moderni.[3]
Sebbene il sito sia stato designato Sito storico speciale dall'Agenzia per gli affari culturali nel 1952, gli sforzi archeologici guidati dall'Istituto nazionale di ricerca per le proprietà culturali, come gli scavi, continuano dal 1959. La Porta Suzaku e il Giardino del Palazzo Est sono stati restaurati e aperti al pubblico nel 1998. La Takenaka Corporation fu la principale responsabile della ricostruzione.[4]
Il Palazzo Heijō è stato il luogo principale dell'evento Heijo Relocation 1300 Year Festival (平城遷都1300年祭, Narasento 1300-nen-sai) nel 2010, e la Prima Sala Grande (第一次大極殿, Primo Daigokuden) è stata restaurata per l'occasione. [5] Negli eventi commemorativi del 1300º anniversario, si sono svolti una serie di eventi stagionali in tutta la Prefettura di Nara.

## Struttura

### La Porta di Suzaku
L'ingresso principale alla capitale attraverso il viale Suzaku era la Porta Rajō (羅城門 Rajōmon). Il viale principale era largo circa 75 metri (246 piedi) e si estendeva a nord per 3,7 chilometri (2,3 miglia) fino alla Porta Suzaku (朱雀門, Suzakumon). Il nome "Suzaku" deriva dal nome cinese del leggendario uccello che fungeva da guardiano del sud. Il palazzo era circondato da grandi mura di terra e aveva dodici porte, di cui la Porta Suzaku era la porta più grande e l'ingresso principale. Gli spazi aperti meridionali facevano parte del viale principale e la Nijo Oji (二条大路, Nijō-Ōji), la seconda grande strada, larga circa 37 metri (121 piedi) si estendeva in direzione est-ovest davanti al cancello .
Il cancello misurava 10 x 25 x 22 metri (33 piedi × 82 piedi × 72 piedi). Costruita su una piattaforma, la porta era probabilmente una struttura a due piani, notevolmente più grande delle altre porte del palazzo. Lo spazio aperto sul davanti veniva utilizzato per cerimonie come i festeggiamenti di Capodanno. È stato ricostruito nel 1998.

### Seconda Strada e Porta Mibu
La Seconda Strada era un'importante arteria stradale che correva da est a ovest lungo il lato meridionale del recinto del palazzo. Con una larghezza di circa 35 metri, era seconda solo a Suzaku Avenue per dimensioni. La Porta Suzaku, che era la porta principale, insieme alla Porta Mibu a est e alla Porta Wakainukai a ovest, si aprivano tutte su questo viale.
Nella seconda metà del periodo Nara, la Grande Sala dello Stato e il complesso delle Sale dello Stato che costituivano il centro della politica si spostarono nel settore orientale del distretto. La Porta Mibu fungeva in effetti da porta principale del palazzo.
È noto che l'area immediatamente a sud della Seconda Strada era utilizzata per uffici statali e residenze unifamiliari situate all'esterno dei terreni del palazzo, ed era quindi un quartiere che rivaleggiava con il palazzo stesso in importanza.